# 1933年大西洋飓风季
1933年大西洋飓风季是有纪录以来第二活跃的大西洋飓风季，共计有20场风暴在大西洋西北部形成。其中第一场风暴于1933年5月14日形成，最后一个气旋在同年11月17日消散。6月28日到10月7日，大西洋上只有13天没有热带气旋存在。这年飓风季创下了气旋数量的新纪录，一直到21世纪初才由形成多达28场风暴的2005年大西洋飓风季超越。不过考虑到像卫星监控这样的技术要到20世纪60年代才开始应用，更早时期的热带气旋历史数量往往并不可靠，所以那些没有逼近人口稠密地区或海上航道，特别是强度较弱，持续时间短的风暴有可能仍然未能发现。考虑到缺乏全面观察对结果可能产生的影响，有飓风研究人员估计，1933年大西洋飓风季可能一共产生了24个热带风暴。
全季的一共20场风暴中有11场达到飓风强度，其中6个成为大型飓风，持续风速超过每小时179公里。有两场飓风持续风速一度达到每小时260公里，可以在数十年后开始沿用的萨菲尔-辛普森飓风等级中达到五级飓风的最高等级标准。本季形成了多场造成大量人员伤亡的风暴，其中有8场导致超过20人遇难。已知的全部20场风暴中，只有3个自始至终都未对陆地产生影响。

## 季节简介
| 最强烈的大西洋飓风季 （1850年起） | 最强烈的大西洋飓风季 （1850年起） | 最强烈的大西洋飓风季 （1850年起） |
| 排名                              | 大西洋飓风季                      | ACE                               |
| --------------------------------- | --------------------------------- | --------------------------------- |
| 1                                 | 1933                              | 259                               |
| 2                                 | 2005                              | 250                               |
| 3                                 | 1893                              | 231                               |
| 4                                 | 1926                              | 230                               |
| 5                                 | 1995                              | 228                               |
| 6                                 | 2004                              | 227                               |
| 7                                 | 1950                              | 211                               |
| 8                                 | 1961                              | 205                               |
| 9                                 | 1955                              | 182                               |
| 10                                | 1887                              | 177                               |

1933年大西洋飓风季在活跃程度上创下了新纪录，超越了形成19场风暴的1887年大西洋飓风季。全季有15场风暴以热带气旋形式登陆，还有一个作为温带风暴登陆。整个飓风季有8个热带气旋，包括6场飓风袭击了美国，美国气象局认为其中的一场切萨皮克－波托马克飓风是有纪录以来对中大西洋各州构成破坏最严重的风暴之一。有7个热带风暴，包括4场飓风吹袭了墨西哥，其中两个给坦皮科造成严重损失。
这个飓风季自始至终都很活跃，单8月就有6场风暴形成。当时有多个气旋创下新纪录，如飓风季中形成时间最早的第五场风暴等，不过这些纪录之后大部分都已被打破。美国国家气象局全季一共针对八场风暴发布了热带风暴警告或飓风警告，收到警告的地点包括德克萨斯州沿海地区和佛罗里达州到马萨诸塞州沿海区域，成千上万的居民被迫疏散。造成死亡人数最多的是袭击墨西哥坦皮科的一场飓风，导致184人死亡。造成损失最大的则是切萨皮克－波托马克飓风，对北卡罗莱纳州到新泽西州区域造成了2700万美元（1933年美元，相当于6.36億2025年美元）的破坏。这场飓风产生的降雨还在马里兰州导致农作物严重受损。
除了20个热带风暴和飓风外，本季还形成了多场强度较小的热带低气压。其中第一个于6月1日在加勒比海西北部发展形成，并在数天后消散。另有一个于7月11日在巴拿马上空形成的低气压也很快就已消散。7月17日，亚速尔群岛以西的大西洋西北部有热带低气压形成，且有船只报告遭遇到飓风强度狂风，但由于缺乏这一热带系统组织形成的证据，因此气象部门没有将其归类成热带风暴。除此以外，原本的数据库中曾记载加勒比地区在8月中旬和9月下旬各有一个热带风暴存在，但由于没有任何报告表明其风速达到烈风强度，因此均予将级成热带低气压。
这年飓风季的活跃程度之高，也令其气旋能量指数创下新的纪录，达到259。大致来说，气旋能量指数通过对飓风的强度和持续时间来计算，强度越高，持续时间越长的风暴，其指数也相应越高。只有在热带系统风速达到或超过每小时63公里（34节）或热带风暴强度时才会对这一指数进行计算，并纳入全面的气象公告中，并且亚热带气旋的指数不会计入累积数值。1933年大西洋飓风季起初计算的气旋能量指数是213，之后的1950年大西洋飓风季和2005年大西洋飓风季都超过了这个数字。但之后进行的大西洋飓风再分析计划表明，1933年的风暴要比起初的报告中更强烈。

## 风暴

### 第一号热带风暴
本季的第一场风暴于5月14日在加勒比海东南部，尼加拉瓜以东近海形成。系统快速向西北偏西方向移动，从洪都拉斯最东端的东北近海掠过。5月15日，风暴在行进至尤卡坦半岛附近时向西转向进入墨西哥湾。根据船只报告，风暴在16日达到每小时85公里的最大风速。之后气旋转向南下，于5月19日清晨以每小时64公里风速在墨西哥的卡门城登陆，当天晚些时候就已消散。

### 第二号飓风
6月24日，一股向西移动的东风波在小安的列斯群岛和非洲海岸之间的中部海域催生出一片热带低气压。低气压很快增强至热带风暴强度，并于6月27日在圭亚那北部近海发展成飓风。协调世界时当晚21点，飓风以每小时137公里风速袭击了特立尼达岛的最南端。穿过该岛后，飓风又以同样强度经过委内瑞拉东北部的帕里亚半岛。这场飓风是有纪录以来对该半岛构成影响的第一场风暴，也是50多年里第一个影响到特立尼达岛和委内瑞拉的风暴。特立尼达岛有13人丧生，近千人无家可归，所受损失估计有300万美元（1933年美元，相当于2025年的7061萬美元）。委内瑞拉则因这场飓风导致停电，还有多套房屋被毁，数人遇难。
经过委内瑞拉进入加勒比海东部后，飓风转向西北并逐渐增强，于7月3日以每小时160公里风速袭击了古巴西部，导致该国22人死亡，经济损失达到400万美元（1933年美元，相当于9415萬2025年美元）。由于受到一个正在形成的高压脊影响，飓风转向朝西面的墨西哥湾进发，经过进一步强化后于7月5日达到每小时175公里的最高风速。接下来风暴向西南偏西转向，于7月7日以每小时160公里风速在墨西哥东南部登陆，登陆点约在坦皮科和美墨边境之间的中部地带，然后再于11小时后在墨西哥上空消散。风暴登陆后对行经区域造成了严重的破坏，还导致35人丧生。

### 第三号热带风暴
本季的第三场热带风暴于7月14日在圣基茨岛附近出现，起初气象部门将其分成两场风暴，但之后确认这实际上是同一个。系统以较弱强度迅速从波多黎各和伊斯帕尼奥拉岛以南近海掠过，再略以弧形路径向西北偏西方向前进，先经过牙买加北部海岸，再略朝西面转向后袭击了金塔納羅奧州。气旋在穿越尤卡坦半岛的过程中减弱，然后在进入坎佩切湾后加速朝西北方面前进，于7月23日以风速每小时70公里强度在德克萨斯州马塔哥达湾（Matagorda Bay）附近登陆。接下来系统转向东北，在德克萨斯州达拉斯以东成为温带气旋。温带残留缓慢进入路易斯安那州北部，转向东北，最后在阿肯色州东北部上空，田纳西州孟菲斯附近消散。
牙买加在风暴途经期间普降暴雨，京斯敦的降雨量达到230毫米，引发洪灾并导致道路受到冲蚀。降水还导致多座桥梁和多条道路受损，多趟列车因此延误。泥石流和泛滥的河流导致多个小镇被齐膝深的洪水淹没。中等强度的风力吹倒了岛上的许多香蕉树。风暴到达德克萨斯州境内前，许多沿海地区居民封住了自己的房屋和商铺并主动朝内陆转移。风暴在登陆过程中产生了很高的海潮。德克萨斯州东部和路易斯安那州西部出现倾盆大雨，局部地区累计超过500毫米。路易斯安那州洛根斯波特的累计降雨量最高，在4天里一共达到了541毫米。路易斯安那州因洪灾导致农作物严重受损，什里夫波特有约250户家庭因房屋被淹被迫疏散。暴雨还造成河流泛滥，多条高速公路、道路和铁路要么无法通行，要么暂时封闭，局部路段水深高达6.1米。整场风暴共计造成了近200万美元（1933年美元，相当于4707萬2025年美元）的损失。

### 第四号热带风暴
7月24日，一片逐渐消散的冷锋在百慕大以东催生出一股热带低气压。低气压起初向东北偏东前进，于7月25日清晨增强为热带风暴。根据船舶的观测报告，气象部门估计风暴达到的最高风速为每小时95公里。气旋接下来转向东北，于7月27日清晨在纽芬兰东南方向海域由一股冷锋吸收。

### 第五号飓风
7月24日，气象部门在安地卡岛东南方面海域探测到一场热带风暴，风暴向西北偏西方向移动，以每小时95公里风速经过圣托马斯岛附近海域。次日，气旋在波多黎各以北洋面增强至飓风强度，并继续向西北偏西行进。经过巴哈马北部后，飓风以每小时135公里风速吹袭了佛罗里达州的匹尔斯堡附近，穿过该州后强度已降至热带风暴的最低标准。接下来风暴转向西南偏西，于8月4日在德克萨斯州近海再次增强到飓风标准。然后又再次减弱成热带风暴，于8月5日以强烈热带风暴强度在德克萨斯州布朗斯维尔附近进行了最后一次登陆。系统最终在墨西哥北部上空快速消散。
风暴在途经圣克里斯多福上空期间共造成6人死亡。维尔京群岛普降暴雨。巴哈马有一人淹死，中等强度的风力对该群岛的一些建筑物造成严重的结构性破坏。美国国家气象局向佛罗里达州的迈阿密到泰特斯维尔之间地区发布了风暴警告，州长大卫·舒尔兹（David Sholtz）下令将奥基乔比湖（Lake Okeechobee）周围约4200位生活在容易受风暴影响区域的居民强制撤离。佛罗里达州受到的破坏程度很轻，仅限于农作物、屋顶和标志牌受损。德克萨斯州南部因这场飓风共计遭受了约50万美元（1933年美元，相当于1177萬2025年美元）的破坏，其中包括电话和电报线路中断。德克萨斯州海岸沿线，包括南帕诸岛部分海岸线都出现了很高的潮汐，墨西哥北部因暴雨造成严重破坏。

### 第六号飓风
8月13日，一艘船舶报告佛得角群岛附近存在一片热带低气压，该天气系统将成为1933年大西洋飓风季最具破坏性的飓风之一。风暴朝西北方向移动，于8月16日达到飓风强度并继续加强，于8月21日以三级飓风强度从百慕大西南方向240公里外海域经过。圣乔治斯没有受到风暴的直接打击，但遭遇了时速103公里的狂风。8月22日，飓风转向西北偏西并达到最高强度，最大持续风速每小时220公里，达到四级飓风标准，不过之后就快速弱化。8月23日，风暴以一级飓风强度在北卡罗莱纳州外灘群島登陆，并在陆地上行进的过程中迅速减弱。风暴转向北上，再又转至东北，先后途经弗吉尼亚州、马里兰州和宾夕法尼亚州，再在纽约州上空减弱成热带低气压。8月25日，风暴转变成温带气旋并转向东进，进入加拿大大西洋省份上空后于8月28日消散。
这场飓风给北卡罗莱纳到新泽西州间的大范围地区带去狂风和很高的潮汐，造成中等到严重程度的破坏。马里兰州因飓风导致农作物严重受损，许多船只和码头因涨潮和风暴潮受到破坏，甚至被完全摧毁。飓风沿途普降暴雨，降雨量最高的是宾夕法尼亚州的约克，达到337.3毫米。整场飓风共计造成了2700万美元（1933年美元，相当于6.36億2025年美元）的破坏，还导致31人遇难。

### 第七号热带风暴
本季的第七号热带风暴最初于8月14日出现在加勒比海，风速已经达到每小时72公里。气旋在经过牙买加以南近海后转向西北，于8月18日分别经过青年岛和古巴西部，之后蜿蜒北上，于8月21日在佛罗里达州以西洋面消散。
这场热带风暴及之后减弱成的热带低气压给特立尼达岛带去大量降水，降雨量达到当地九年来的最高值，导致河流泛滥，岛上部分区域被淹。汹涌的海浪令多艘船只受损，有些还被冲到了岸上。风暴令田地、高速公路和房屋受到破坏，可可豆和香蕉等作物也出现损失。全岛共有13人丧生，经济损失达300万美元（1933年美元，相当于7061萬2025年美元）。气旋还令牙买加东部降下暴雨，有地区在24小时内降雨量就达到310毫米，达拉斯卡斯特（Dallas Castle）更达到510毫米。洪水令京斯敦和圣安德鲁区财物和供水系统受损，导致供水中断，直到水管修复后才得以恢复。该国共计受到250万美元（1933年美元，相当于5884萬2025年美元）的损失，多达70人因洪水遇难。古巴和佛罗里达州受到的影响较小。

### 第八号飓风
1933年大西洋飓风季期间共有两场风暴达到五级强度，第八号飓风就是其中之一。系统于8月22日在非洲西海岸形成，其存在的大部分时间里都一直在向西北偏西方向前进。8月26日，天气系统增强成热带风暴，又在28日达到飓风标准。风暴从小安的列斯群岛北面海域经过期间迅速增强并朝特克斯和凯科斯群岛逼近，于8月31日达到风速每小时260公里的最高强度，成为五级飓风。接下来风暴有所减弱，于9月1日以每小时190公里风速袭击了古巴北部，造成该国超过70人遇难，约10万人流离失所。风速途经区域所受破坏最为严重，狂风摧毁了多套房屋，还导致部分地区停电。该国受到的损失估计达到1100万美元（1933年美元，相当于2.59億2025年美元）。
风暴离开古巴后进入墨西哥湾并再度强化，风速于9月2日达到每小时230公里。飓风起初对德克萨斯州科珀斯克里斯蒂周边地区构成威胁，美国气象局驻当地气象预报员建议人们在繁忙的劳动节周末期间远离德克萨斯州沿海地区。官员宣布市内予以戒严，并授权疏散居民。但飓风实际上却朝西转向，于9月5日清晨以每小时205公里风速吹袭布朗斯维尔，给里奥格兰德河谷（Rio Grande Valley）造成严重破坏后迅速消散。狂风导致柑橘作物受损严重，德克萨斯州南部有40人死亡，经济损失达到1690万美元（1933年美元，相当于3.98億2025年美元）。

### 第九号热带风暴
8月23日，波多黎各以北洋面出现了另一场热带风暴，向西北方向前进了三天，并在开放海域上空缓慢增强。风暴转向东北，在百慕大以西不远处海域达到持续风速每小时80公里的最高强度。之后不久气旋就开始减弱，于8月30日在纽芬兰岛东南方向转变成温带气旋。温带残留继续向东北行进，于8月31日在中北部大西洋失去踪影。这场风暴没有对陆地产生较大影响。

### 第十号热带风暴
一股热带风暴在坎佩切湾形成后向西北方向移动，其持续的大部分时间里都保持在热带风暴强度的最低标准。8月29日，风暴转向西南偏西并在墨西哥坦皮科附近登陆，之后不久就已消散。沿海地区降下暴雨，但出现的风力度很小。由于气象部门起初难以确定风暴的行进路线，德克萨斯州南部沿海地区收到了热带风暴警告。

### 第十一号飓风
8月31日，气象部门在安地卡岛东北偏北方向约360公里外洋面发现了一场热带风暴。气旋在向西北偏西方向快速移动的过程中迅速强化，于当天晚些时候达到飓风标准，9月1日又在波多黎各以北海域达到大型飓风标准。飓风继续向西北偏西移动，于9月2日达到最大持续风速每小时225公里的最高强度，属萨菲尔-辛普森飓风等级下的四级飓风标准范围。以最高强度从巴哈马北部经过后飓风略有减弱，于9月4日以每小时200公里风速登陆佛罗里达州的朱庇特。气旋在佛罗里达州上空迅速减弱到热带风暴强度，并在转向北上后减缓了行进速度。风暴在缓慢进入乔治亚州的过程中继续减弱，于9月7日在乔治亚州和南卡罗莱纳州边境附近上空消散。
飓风吹袭伊柳塞拉岛时达到四级强度，吹飞了多幢建筑物的屋顶，许多码头受到破坏，船只不知所踪。佛罗里达州东部沿海收到了飓风警告，奥基乔比湖周围约3000人撤离到了更安全的地点。佛罗里达州东南部有许多屋顶的玻璃窗被狂风吹破，还有部分树木倒塌，供电线路中断，飓风登陆点附近有房屋受到严重破坏。狂风还令农作物严重受损，全州损失了400万盒柑桔。整个佛罗里达州共有两人丧生，经济损失达到200万美元（1933年美元，相当于4707萬2025年美元）。

### 第十二号飓风
9月8日，小安的列斯群岛以东洋面的一片天气扰动发展组织成热带风暴。系统向东北偏北方向移动，并在转向西北后于9月10日增强为飓风。飓风继续稳步加强，于9月15日达到风速每小时225公里的最高强度，接下来又缓慢转向北上，以二级飓风强度从哈特拉斯角（Cape Hatteras）以西近海袭击了北卡罗莱纳州东南部。经过外滩群岛后，气旋加速向东北前进，于9月18日在鳕鱼角到新斯科舍最南端之间的中途海域转变成温带气旋。温带风暴先后途经新斯科舍、纽芬兰岛和拉布拉多，于9月22日在格陵兰东部上空消散。
飓风产生的狂风导致北卡罗莱纳州南部有多棵树木倒塌，多条供电线路中断，许多房屋受到破坏。风暴潮还令一些沿海街道被0.9到1.2米的洪水淹没。整场风暴共计造成至少21人遇难，其中大部分都是溺毙。经济损失总额约为450万美元（1933年美元，相当于1.06億2025年美元）。

### 第十三号飓风
9月10日，加勒比海西部接近危地马拉海域有一片扰动天气发展成热带风暴。系统缓慢北上并强化，于9月12日在伯利兹东部近海发展成飓风。次日风暴在墨西哥金塔纳罗奥州登陆，并在向西北方向穿越尤卡坦半岛期间减弱成热带风暴。9月14日，气旋在坎佩切湾上空再度增强至飓风标准，于9月15日袭击坦皮科后消散。
风暴给坦皮科及内陆地区造成严重破坏，导致成千上万的人们无家可归。据《纽约时报》报导，风暴至少造成67人丧生，坦皮科以南的图斯潘也受到沉重打击，许多房屋和办公楼被毁。财产损失估计达到数百万美元。

### 第十四号飓风
9月16日，气象部门在背风群岛南部以东洋面发现了一个热带低气压，低气压向西北偏西方向移动，于9月18日增强成热带风暴。9月19日，风暴在牙买加附近达到飓风强度，然后在该岛以南洋面进入爆发性增强期。9月21日，一艘船只测得飓风的中心气压低至929毫巴（百帕，27英寸汞柱），表明飓风达到了每小时260公里的最高强度。气旋继续向西北偏西方向行进并在这一过程中有所减弱，于9月22日在科苏梅尔岛以南65公里处登陆。登陆时系统风速估计达到每小时230公里，相当于四级飓风。风暴在尤卡坦半岛上空略有减弱，但在进入墨西哥湾后再度强化，于9月24日达到风速每小时175公里的次高强度。之后不久，风暴在坦皮科附近登陆，于9月25日在墨西哥上空消散。
牙买加附近海域波涛汹涌，不过没有出现造成破坏的报道。风暴途经尤卡坦半岛期间产生了暴雨和狂风。科苏梅尔岛有多幢建筑物和一条91米长的码头被毁。海上有多艘船只因海况恶劣沉没，一人溺毙。降水导致多条河流泛滥，韦拉克鲁斯州发生洪灾，多条道路和铁路受到破坏。许多生活在坦皮科周边低洼地区的居民被迫撤离。
多份报告表示，坦皮科市大部分区域都被摧毁，伤亡人数超过5000。整个城市的洪水有3至4.6米深，这也是人员丧生的主要原因，许多尸体都被洪水冲到海里，之后再也没能找到。洪水还冲毁了道路和铁路，导致救援工作进展缓慢。坦皮科周边的饮用水和粮食储备受到破坏或污染，导致饥荒和疾病，令局势进一步恶化。倾盆大雨使洪灾更为严重，全城几乎所有的建筑物都受到狂风的破坏，部分已被摧毁，许多居民因此流离失所。狂风还令多条供电线路中断，导致全城停电，两个大型水塔也遭摧毁。市内至少发生了10起抢劫，所有肇事者之后都被处决。坦皮科及其周边共计遭受了超过1000万美元（1933年美元，相当于2.35億2025年美元）的破坏，风暴导致至少184人死亡。
数以千计的灾民在教堂、剧院和其它公共建筑中避难。墨西哥军方在风暴过后立即对全城实施戒严。军队和联邦当局调度火车运送食品、饮用水和药品，还有工程师和医生乘飞机赶赴灾区。墨西哥总统阿韦拉多·L·罗德里格斯（Abelardo L. Rodríguez）号召市民对风暴灾区的灾民提供援助。地方议会同意向风暴灾民拨款14万美元。

### 第十五号飓风
9月24日，亚速尔群岛西南方向海域有一片温带系统发展成热带风暴。风暴起初向西北偏西方向移动，船舶报告表明系统于9月26日增强至飓风标准。经过亚速尔群岛以西洋面后飓风转向东北偏北，于当天晚些时候减弱成热带风暴。9月27日，风暴转变成温带系统，并于次日消散。

### 第十六号热带风暴
9月底，一股热带扰动天气经过小安的列斯群岛。穿越伊斯帕尼奥拉岛后，热带扰动于10月1日在多明尼加共和国以北海域发展出一片热带低气压。系统起初向西北前进并很快增强成热带风暴。系统风场的范围很大，表现出亚热带气旋特征。达到每小时72公里的最高风速后，风暴转向东北并减弱，于10月4日在百慕大东南部上空消散。

### 第十七号飓风
10月1日，尼加拉瓜东北部近海发展出一场热带风暴。系统缓慢北上并稳步加强，于10月3日在牙买加以西近海达到飓风强度。气旋转向西北偏西，于10月4日以每小时175公里风速吹袭古巴哈瓦那省。经过哈瓦那后，飓风转朝东北方向前进并继续增强，行至迈阿密以南海域时达到大型飓风标准。10月6日，风暴在行经巴哈马期间达到风速每小时205公里的最高强度，然后在加速向东北前进的过程中减弱，于10月8日在新斯科舍以南洋面转变成温带气旋。温带残留与新斯科舍海岸平行移动，然后转向东南偏东，于10月9日在北大西洋开放水域上空失去热带天气系统特征。
牙买加有一人因洪水丧生。古巴有许多居民进入建筑物内躲避，救援人员协助政府散布有关这场即将到来风暴的信息。容易受飓风影响区域的居民撤离到避难所和地势更高的地点。飓风的狂风摧毁了卡马圭的多套房屋，暴雨导致多条低洼地区河流泛滥。电话和电报线路因狂风而受损或中断，哈瓦那还有多人受伤。虽然政府下令警察可以直接击毙任何劫匪，但哈瓦那在风暴过后还是发生了大规模抢劫。警方打死了两名劫匪，还打伤了第三个。狙击手开枪驱散盗贼时也打伤了两位无辜平民。佛罗里达州东南部居民进入建筑物内躲避，美国国家气象局向部分沿海地区发布了风暴警告。飓风给佛罗里达礁岛群和该州最南端带去狂风暴雨，但造成的破坏程度很轻。风暴在迈阿密西北部催生出一场龙卷风，导致三套房屋受损，两人受伤。飓风产生的狂风和暴雨令新斯科舍的农作物严重受损，还令船只沉没，导致9人遇难，经济损失估计在100万加拿大元左右（相当于2014年的1757万7465加拿大元或1612万5200美元），其中有25万加拿大元属于苹果作物损失。

### 第十八号飓风
经过两个星期的平静后，加勒比海西部于10月25日涌现出一股热带低气压。低气压向东北偏东移动，然后蜿蜒向西北转向并缓慢增强。10月29日，气旋在牙买加附近海域达到飓风强度，并在袭击该岛西部前不久达到每小时150公里的最高风速。接下来飓风有所减弱并向东北转向，于10月31日以强烈热带风暴标准登陆古巴东南部。系统在行经古巴和巴哈马的过程中逐渐减弱并转向西北偏北，到11月4日又略朝东北偏向并加快移动速度，于11月7日在百慕大附近由一股逐渐逼近的冷锋吸收。
途经牙买加西部期间，飓风产生了时速近130公里的狂风，破坏了约90%的香蕉作物。其中一个种植园失去了500棵香蕉树，玉米、咖啡和山药也出现损失。许多房屋受损严重或是被洪水冲走，导致数百人无家可归。风暴切断了供电和电报线路，还阻塞了街道，导致通讯受限。铁道交通中断，小桥被洪水冲毁。风暴共计造成23人死亡，经济损失估计为300万美元。风暴还给古巴带去了大风和降水。

### 第十九号热带风暴
10月26日，巴哈马中心以东不远处洋面发展出一场热带风暴。系统向东北偏北方向移动，然后转向东北，并在这一过程中稳步增强。10月27日，风暴内气压降至993毫巴（百帕，29.32英寸汞柱），然后又在10月28日增强到风速每小时110公里的最高强度。10月29日，风暴转变成温带气旋并转向北上吹袭新斯科舍。系统继续北上，两边都有高压天气系统的挤压，于10月30日在魁北克最东端上空消散。
热带风暴给新斯科舍带去了时速83公里的大风，阿默斯特的降雨量达到58毫米。风暴打沉了一艘船只，还把另一艘冲到岸上。大风刮断了树木，令电话和电报线路中断，还导致房屋受损，道路封闭。洪水冲毁了多座桥梁和多条道路，其中一条高速公路上的水有1.8米深，洪水还灌进了多套房屋的地下室。新不伦瑞克有72座桥梁因风暴受损或被毁。由于风暴中能见度差，还有一名男子遭遇车祸。

### 第二十号热带风暴
经过又一段时间的平静后，本季最后一场热带风暴于11月15日出现在加勒比海西南部。系统缓慢向行进，其存在期间一直保持在热带风暴强度的最低标准。11月16日，风暴吹袭了尼加拉瓜东南海岸，之后很快在11月17日消散。

## 季节影响
以下表格中列出了1991年大西洋飓风季形成的所有风暴，其中包括其存在周期、名称、影响区域、损失数额和死亡人数，损失数额单位为1933年美元。影响区域中会以加粗字体标明风暴登陆点。最低气压数据大部分源于有限的观测结果，可能并不是风暴最高强度的数值。
| 萨菲尔-辛普森飓风风力等级 |    |    |    |    |    |    |
| TD                        | TS | C1 | C2 | C3 | C4 | C5 |

| 一       | 5月14至19日       | 热带风暴 | 50（85）   | 1001 | 中美洲、墨西哥（塔巴斯科州）                           | 0     | 0   |  |
| 二       | 6月24日至7月7日   | 二级飓风 | 110（175） | 965  | 特立尼达岛、委内瑞拉、牙买加、古巴西部、塔毛利帕斯州   | 7.2   | 35  |  |
| 三       | 7月14至24日       | 热带风暴 | 50（85）   | 999  | 小安的列斯群岛、牙买加、伯利兹、尤卡坦半岛、德克萨斯州 | 2     | 0   |  |
| 四       | 7月24至27日       | 热带风暴 | 60（95）   | 1008 | 无                                                     | 0     | 0   |  |
| 五       | 7月24日至8月5日   | 一级飓风 | 90（150）  | 975  | 小安的列斯群岛、巴哈马、佛罗里达州、德克萨斯州         | .5    | 0   |  |
| 六       | 8月13至25日       | 四级飓风 | 140（220） | 940  | 百慕大、美国东部（北卡罗来纳州）                       | 27    | 31  |  |
| 七       | 8月14至21日       | 热带风暴 | 45（75）   | 1007 | 牙买加、古巴                                           | 2.5   | 83  |  |
| 八       | 8月22日至9月5日   | 五级飓风 | 160（260） | 930  | 特克斯和凯科斯群岛、古巴、佛罗里达礁岛群、德克萨斯州   | 27.9  | 179 |  |
| 九       | 8月23至30日       | 热带风暴 | 50（85）   | 999  | 无                                                     | 0     | 0   |  |
| 十       | 8月26至30日       | 热带风暴 | 40（65）   | 1002 | 塔毛利帕斯州                                           | 0     | 0   |  |
| 十一     | 8月31日至9月7日   | 四级飓风 | 140（220） | 945  | 巴哈巴、佛罗里达州、美国东南部                         | 2     | 2   |  |
| 十二     | 9月8至18日        | 四级飓风 | 140（220） | 947  | 北卡罗莱纳州、加拿大大西洋省份                         | 4.5   | 21  |  |
| 十三     | 9月10至16日       | 二级飓风 | 110（175） | 960  | 塔毛利帕斯州                                           | 未知  | 67  |  |
| 十四     | 9月16至25日       | 五级飓风 | 160（260） | 929  | 尤卡坦半岛、塔毛利帕斯州                               | 10    | 184 |  |
| 十五     | 9月24至27日       | 一级飓风 | 75（120）  | 991  | 无                                                     | 0     | 0   |  |
| 十六     | 10月1至4日        | 热带风暴 | 45（75）   | 1012 | 巴哈马                                                 | 0     | 0   |  |
| 十七     | 10月1至7日        | 三级飓风 | 125（205） | 940  | 古巴、佛罗里达州、巴哈马                               | 1.1   | 10  |  |
| 十八     | 10月25日至11月7日 | 一级飓风 | 90（150）  | 982  | 牙买加、古巴                                           | 3     | 23  |  |
| 十九     | 10月26至28日      | 热带风暴 | 70（110）  | 990  | 加拿大大西洋省份                                       | 未知  | 0   |  |
| 二十     | 11月15至17日      | 热带风暴 | 60（95）   | 996  | 尼加拉瓜                                               | 未知  | 0   |  |
| 季节总结 |                   |          |            |      |                                                        |       |     |  |
| 20个气旋 | 5月14日至11月17日 |          | 160（260） | 929  |                                                        | ~86.6 | 651 |  |